# Titay
Titay ist eine philippinische Stadtgemeinde in der Provinz Zamboanga Sibugay. Sie hat 49.673 Einwohner (Zensus 1. August 2015).

## Baranggays
Titay ist politisch in 29 Baranggays unterteilt.
| - Achasol - Azusano - Bangco - Camanga - Culasian - Dalangin - Dalangin Muslim - Dalisay - Gomotoc - Imelda (Upper Camanga) - Kipit - Kitabog - La Libertad - Longilog - Mabini | - Malagandis - Mate - Moalboal - Namnama - New Canaan - Palomoc - Poblacion (Titay) - Poblacion Muslim - Pulidan - San Antonio - San Isidro - Santa Fe - Supit - Tugop - Tugop Muslim |